# Barbara Lubos
Barbara Lubos (ur. 11 grudnia 1971 w Tarnowskich Górach) – polska aktorka filmowa i teatralna.

## Życiorys
Urodziła się 11 grudnia w Tarnowskich Górach. Jest absolwentką Wydziału Aktorskiego i Pantomimicznego PWST we Wrocławiu. Po ukończeniu studiów podjęła pracę w Teatrze Rozrywki w Chorzowie. W latach 1998–2005 związana z Teatrem Zagłębia w Sosnowcu. Od 2005 jest aktorką Teatru Śląskiego w Katowicach.
Jej córką jest Justyna Święs z zespołu The Dumplings oraz Kalina Święs. Jej mężem jest Zbigniew Rokita (od 16.08.2025r.).

## Nagrody
- 1991 – Nagroda Przeglądu Piosenki Aktorskiej we Wrocławiu[1][3].
- 2001 – Nagroda śląska „Złota Maska” za rolę Iriny w Trzech siostrach Czechowa w Teatrze Zagłębia w Sosnowcu[1][3].
- 2002 – Nagroda burmistrza miasta Tarnowskie Góry za działalność w dziedzinie kultury za rolę w monodramie Kamień. Rzecz o Edycie Stein[1][3].
- 2011 – Nagroda im. Elżbiety Czyżewskiej dla najlepszej aktorki (Nowojorski Festiwal Filmów Polskich) za główną rolę w filmie „Ewa”[3].

## Filmografia
- 1993: Migawka (etiuda szkolna) – obsada aktorska
- 1997: Wędrowne szmaragdy – dziewczyna na dyskotece (odc. 4)
- 2001: Angelus – Erykowa[1]
- 2003: Daleko od noszy – pacjentka (odc. 9)
- 2005: Święta polskie – Eleonora, żona Witolda[1]
- 2007: Katastrofy górnicze – Bożena Witt[1]
- 2007: Benek – kobieta w czerni[1]
- 2008: Drzazgi – siostra Bartosza[1]
- 2009: Zgorszenie publiczne – Maślakowa, konkubina Marka[1]
- 2009: Ja nic nie chcę (etiuda szkolna) – obsada aktorska[1]
- 2010: Ewa – Giza[1]
- 2011: Iwona, księżniczka Burgunda (spektakl telewizyjny) – Izabela[1]
- 2011: I nigdy nie wracać (etiuda szkolna) – Nana[1]
- 2012: Przygody Simbada żeglarza (spektakl telewizyjny) – żona króla /syrena/ ludożerca[1]
- 2012: Lekarze – żona Ryszarda (odc. 12)[1]
- 2012: Cholonek (spektakl telewizyjny) – Michcia[1]
- 2012: 5 razy Albertyna (spektakl telewizyjny) – czterdziestoletnia Albertyna[1]
- 2013: Pro Morte (etiuda szkolna) – matka[1]
- 2013: Piąta strona świata (spektakl telewizyjny) – matka[1]
- 2013: Onirica – cmentarna prostytutka[1]
- 2013: Magdalena – mieszkanka Jeżewa[1]
- 2013: Jedynak (etiuda szkolna) – Iwona[1]
- 2013: Głęboka woda – Bronisława Lutek (odc.1,3-5,7-9,11-2 sezon II)[1]
- 2014: Zdarzyć się mogło, zdarzyć się musiało (etiuda szkolna) – matka[1]
- 2014: Sąsiady – żona od łazienki „Dusza człowiek”[1]
- 2014: Larp (etiuda szkolna) – matka[1]
- 2016: Szczęście świata – Helena[1]
- 2016: Powrót giganta – kobieta[1]
- 2017: Wujek 81. Czarna ballada (spektakl telewizyjny) – matka Rafała[1]
- 2017: Mundur (etiuda szkolna) – Dorota[1]
- 2018: Ojciec Mateusz – Agnieszka Kurzak (odc.240)[1]
- od 2018: Pierwsza miłość – więźniarka Celina Wyrwo[1]